# Bethphagé

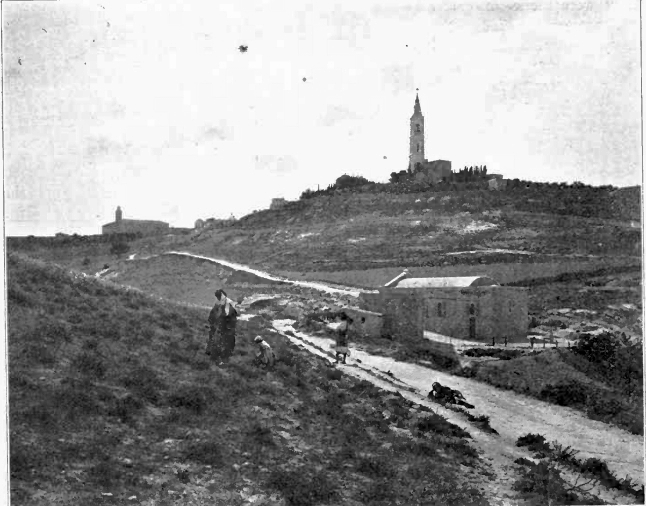
Bethphagé en 1906. La petite église franciscaine se trouve au bord de la route

Bethphagé (Maison des Figues) est un lieu de l'ancienne Judée, aujourd'hui partie de Jérusalem, qui est cité dans le Nouveau Testament, avant que Jésus-Christ ne fasse son entrée à Jérusalem (voir : Dimanche des Rameaux).

## Nouveau Testament
- Matt XXI,1 : « Et lorsqu'ils approchèrent de Jérusalem et furent arrivés à Bethphagé, vers le mont des Oliviers, alors Jésus envoya deux disciples, en leur disant : Allez au village qui est en face de vous, et aussitôt vous trouverez une ânesse à l'attache et un ânon avec elle ; amenez-les moi, après les avoir détachés. »
- Marc XI, 1 : « Et lorsqu'ils approchent de Jérusalem, vers Bethphagé et Béthanie, près du mont des Oliviers, il envoie deux de ses disciples et leur dit : Allez au village qui est en face de vous, et aussitôt en y pénétrant, vous trouverez à l'attache un ânon que personne au monde encore n'a monté ; détachez-le et conduisez-le. »
- Luc XIX, 29 : « Or, quand il approcha de Bethphagé et de Béthanie, près du mont des Olivers, il envoya deux des disciples, en disant : Allez au village qui est en face et, en y pénétrant, vous trouverez, à l'attache, un ânon que personne au monde n'a jamais monté ; amenez-le, après l'avoir détaché. »

## Situation
Ce village se situait à la limite du trajet permis, lorsque l'on se rendait à pied à Jérusalem le jour du Sabbat, c'est-à-dire deux mille coudées.
Aujourd'hui une église franciscaine se trouve à ce que l'on pense être cet emplacement, l'église de Bethphagé, à côté du couvent des Palmes.